# Wallace Ng’ang’a Gachihi
Wallace Ng’ang’a Gachihi (ur. 26 marca 1973 w Gatundu) – kenijski duchowny katolicki, biskup pomocniczy Nairobi od 2024, biskup polowy Kenii od 2024.

## Życiorys
Święcenia kapłańskie otrzymał 21 maja 2005 i został inkardynowany do archidiecezji Nairobi. Pracował jako duszpasterz parafialny (m.in. w Kiambu i Embakasi). Od 2011 pełnił także funkcję koordynatora duszpasterstwa na terenie archidiecezji.
13 lutego 2024 papież Franciszek mianował go biskupem pomocniczym archidiecezji Nairobi, ze stolicą tytularną Thucca in Mauretania. Sakry udzielił mu 6 kwietnia 2024 nuncjusz apostolski w Kenii – arcybiskup Hubertus van Megen.
15 sierpnia 2024 ten sam papież mianował go na biskupem polowym Kenii.